# Christian Cuxac
Christian Cuxac est un linguiste français, professeur à l’Université Paris-VIII,. Il est un des précurseurs du Réveil sourd. Il étudie la linguistique sur la langue des signes française.

## Histoire
Cuxac apprend la langue des signes française avec Bernard Mottez en 1979 pendant le cours de la langue des signes par l'Académie de la langue des signes française.
Grâce à l'analyse de la langue des signes de Guy Bouchauveau, Christian Cuxac a pu théoriser une structure propre aux langues des signes : l'iconicité. Pour lui c'est la caractéristique fondamentale de la langue des signes qui permet de « voir » le monde, comme si la scène se déroule sous vos yeux, que le locuteur joue le rôle de tous les protagonistes à lui seul. La collaboration de Bouchauveau et de Cuxac a bénéficié à la recherche linguistique et à la reconnaissance de la langue des signes comme une langue à part entière.
Arrivé à l'université de Paris-VIII en 1996, Cuxac s'investit beaucoup sur la recherche de langue des signes française.

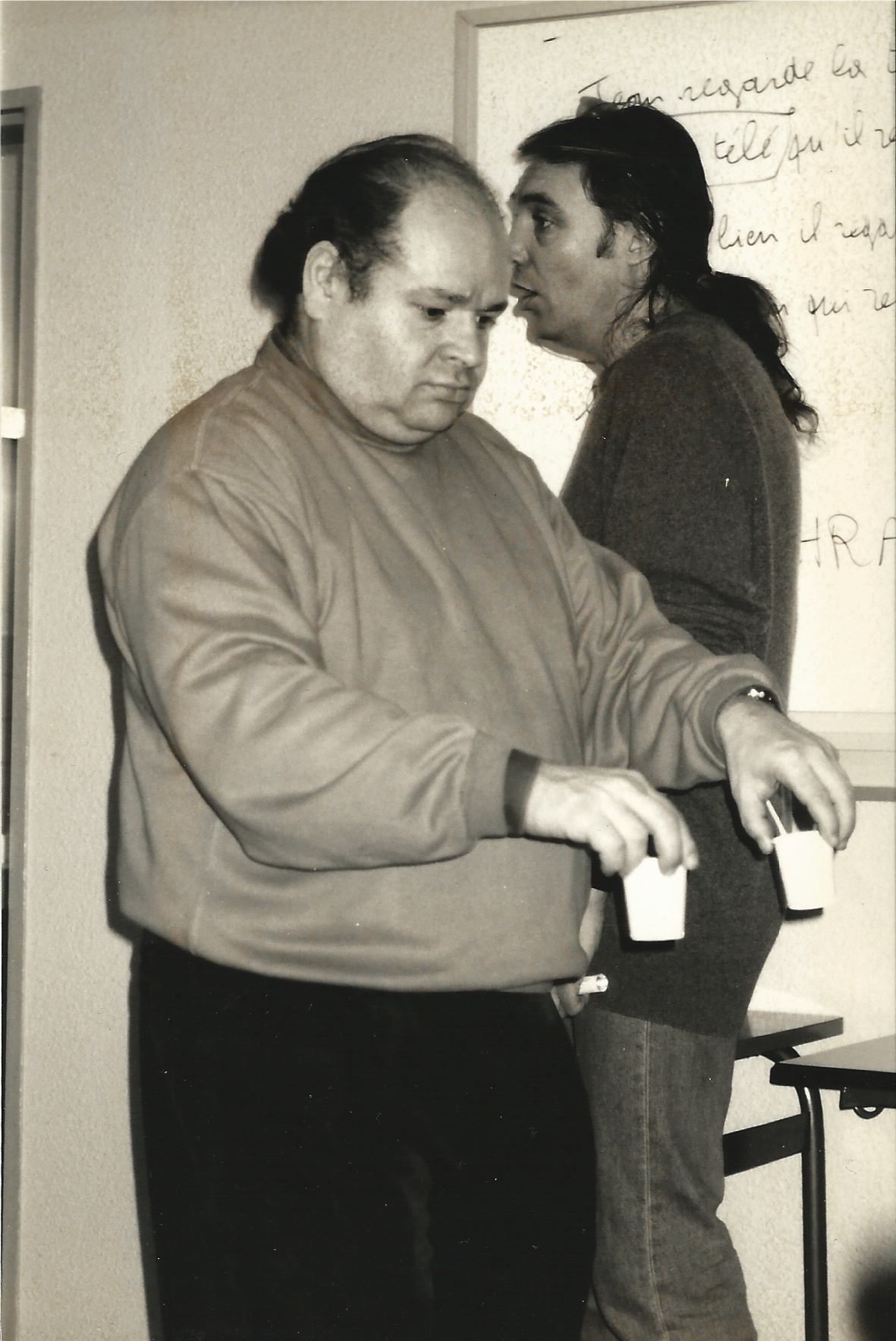
Guy Bouchauveau et Christian Cuxac

## Ouvrages
- CUXAC C., 2000, La langue des signes française. Les voies de l’iconicité, Faits de Langues 15/16, Paris, Éditions Ophrys, 391 pages.
- CUXAC C., 1983, Le langage des sourds, Paris, Payot, 200 pages.